# أنتون براكابينيا
أنتون براكابينيا مواليد 26 سبتمبر 1988 في غوميل، هو لاعب كرة يد بيلاروسي يلعب كظهير أيسر. مثل منتخب بيلاروسيا لكرة اليد.

## سجل المنافسة
شارك في البطولات التالية:
- بطولة أوروبا لكرة اليد للرجال 2016

## روابط خارجية
- أنتون براكابينيا على موقع الاتحاد الأوروبي لكرة اليد (الإنجليزية)